# Зоя (фильм, 1944)
«Зоя» — художественный фильм режиссёра Лео Арнштама, снятый в 1944 году на киностудии «Союздетфильм» (восстановлен в 1967 году на к/ст.им. Горького).

## Сюжет
Фильм рассказывает о короткой жизни московской школьницы Зои Космодемьянской, которая в начале Великой Отечественной войны стала партизанкой-диверсанткой и была казнена немцами в подмосковной деревне Петрищево 29 ноября 1941 года. За подвиг была удостоена звания Героя Советского Союза (посмертно).

## В ролях
- Галина Водяницкая — Зоя
- Катя Скворцова — Зоя в детстве
- Ксения Тарасова — Любовь Тимофеевна, мать Зои
- Николай Рыжов — отец Зои
- Александр Кузнецов — Борис Фомин, одноклассник Зои
- Борис Пославский — Михаил Яковлевич Филин
- Владимир Волчик — Шилов, секретарь РК ВЛКСМ
- Вера Попова — хозяйка избы
- Тамара Альцева — Анна Сергеевна
- Зоя Жукова — Зина, одноклассница Зои
- Николай Богатырёв — Петя Васильев, одноклассник Зои
- Владимир Подгорный — немецкий офицер
- Ростислав Плятт — немецкий солдат
- Алексей Баталов — Алексей Баталов, одноклассник Зои (нет в титрах)
- Мария Виноградова  —  одноклассница Зои
- Ольга Хорькова — одноклассница Зои

## Награды
- Премия Общества авторов и исполнителей музыки за лучший сценарий Борису Чирскову на I международном кинофестивале в Каннах (1946 г.).
- Сталинские премии I степени Лео Арнштаму (режиссёр), Галине Водяницкой (исполнительнице главной роли), Александру Шеленкову (кинооператор) в 1946 году.

## Дополнительные факты
- Лидер проката (1944, 3 место) — 21,87 млн зрителей.
- Батальные сцены созданы в павильоне Александра Птушко.
- Первая роль в кино актёра Алексея Баталова.